# ヘンリク6世ドブルィ

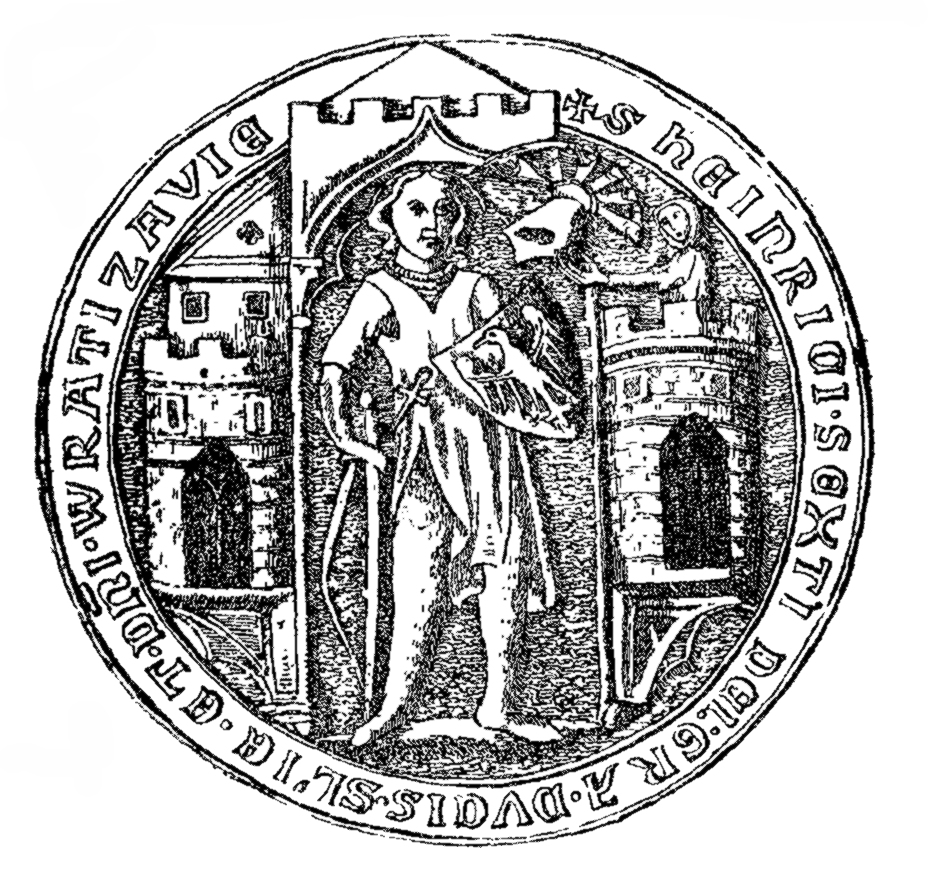
ヘンリク6世の印璽、1332年

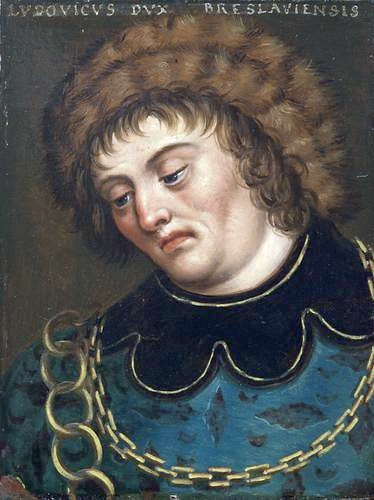
ヘンリク6世ドブルィ

ヘンリク6世ドブルィ（Henryk VI Dobry, 1294年3月18日 - 1335年11月24日）は、ヴロツワフ＝レグニツァ＝ブジェク公（在位：1296年 - 1311年、兄弟と共同統治）、後に単独のヴロツワフ公（在位：1311年 - 1335年）。レグニツァ＝ヴロツワフ公ヘンリク5世の次男、母はヴィエルコポルスカ公ボレスワフの娘エルジュビェタ。善良公（Dobry）の異称で呼ばれる。

## 生涯
父が1296年に亡くなった時、ヘンリク6世はまだ2歳だった。彼と兄ボレスワフ3世、弟ヴワディスワフ（父の死後に生まれた）はまだ皆幼児で、母である公爵未亡人エルジュビェタ（1304年没）と父方の叔父ボルコ1世（1301年没）が摂政を務めたが、2人とも早くに亡くなった。
1301年から1302年にかけて、公爵兄弟の後見人を務めたのはヴロツワフ司教ハインリヒ・フォン・ヴュルベンだったが、最終的にヴロツワフ＝レグニツァ公国の支配権を獲得したのは、ボヘミア王・ポーランド王であったヴァーツラフ2世であり、幼いボレスワフ3世はプラハの宮廷に送り込まれた。この時期のヘンリク6世の動向は分からず、最初に史料に登場するのは1310年、オーストリア公兼ローマ王アルブレヒト1世の娘で、自分より何歳か年上のアンナと結婚した時のことである。
1年後、ボレスワフ3世の放漫な統治に腹を立てたヴロツワフとレグニツァの貴族達の圧力により、公国はヴロツワフ、レグニツァ、ブジェクの3地域に分割された。このうち、最も貧しく重要さを欠いたのはブジェクだった。このため、兄弟のうちブジェクを領する公は、他の2人から5万グジヴナを補償金として渡されることが決まった。長子であるボレスワフ3世が領国を決める優先権を持っていた。経済的に行き詰まっていたボレスワフ3世は、補償金を当てにしてブジェクを選んだため、次弟であるヘンリク6世が豊かなヴロツワフを得ることになった。ヘンリク6世は富裕なヴロツワフの貴族達の援助のおかげで、無事に兄に対する補償金の支払いを済ませることが出来た。一方、レグニツァを領した弟ヴワディスワフは補償金の支払いを履行できず、ボレスワフ3世に公国を奪われた。
1312年から1317年にかけ、ボレスワフ3世とグウォグフの諸公との間に紛争が起きた。ヘンリク6世は兄と共にマウォポルスカ公ヴワディスワフ1世（短躯公）と同盟を結び、共同でグウォグフ公ヘンリク3世の息子達と戦うことになった。ボレスワフ3世とヘンリク6世の父親であるヘンリク5世が、ヘンリク3世によって死に追いやられたことに対する仇討ちだというのが攻撃の口実だった。この戦争でヴワディスワフ1世がヴィエルコポルスカのほぼ全域を支配下におさめた一方、同盟者であるレグニツァ公兄弟はウラス（ヘンリク6世）、ヴォウフ及びルビョンシュ（ボレスワフ3世）を獲得するにとどまった。
1314年、ヘンリク6世は義兄フリードリヒ3世のローマ王位獲得のための戦争を支援した。
1321年、グウォグフ諸公との戦争が再開された。しかしこの時ヘンリク6世は参戦に乗り気でなく、1322年には単独でグウォグフ諸公と同盟を結び、代わりにスモゴジェフを割譲された。両者の同盟関係は、オレシニツァ公コンラト1世とヘンリク6世の長女エルジュビェタとの結婚により、さらに強化された。
この時期までに、ヘンリク6世と兄ボレスワフ3世との関係はかなり険悪なものになっていた。もはやヘンリク6世がはっきりと好戦的な兄の軍事遠征を支援するのを拒むと（そのことはオレシニツァ公とその兄弟達との同盟からもはっきりしていた）、ボレスワフ3世は富裕なヴロツワフを獲得しようという野心をあらわにし始めたのである。ボレスワフ3世ははっきりとヘンリク6世との領地交換すら提案、ヘンリク6世が不公平な提案に応じるはずもなく、兄弟の間での戦争は必至となった。
危機感を抱いたヘンリク6世は1320年にポーランド王となっていたヴワディスワフ1世と連絡を密にし、共同でボレスワフ3世と敵対することを条件に、王に忠誠を誓ったうえで、息子のいない自分の後継者を指名する権利まで差し出そうとした。しかしヴワディスワフ1世はボヘミア王国の影響下にある地域に直接介入するのを恐れて断ったため、代わりに神聖ローマ皇帝ルートヴィヒ4世に助けを求めた。1324年4月10日、ヘンリク6世は皇帝の封臣となった見返りとして、公国を自分の娘に相続させる権利を与えられ、結果として、兄ボレスワフ3世とその子孫がヴロツワフを獲得するのを阻むことが出来た。こうした決定にボレスワフ3世は怒り、相続権の問題を不服として弟に対する軍事攻撃を試みたが、ヴロツワフの固い守りのため失敗した。
しかし神聖ローマ帝国への臣従は彼の領国を安堵するものではなく、ボレスワフ3世との紛争は継続していた。この苦境を脱したいヘンリク6世は1325年、ニェモドリン公ボレスワフに次女エウフェミアを嫁がせ、新たな同盟者を獲得した。またドイツ騎士団とも同盟を結び、シロンスクにおけるボレスワフ3世の主要な後援者であるポーランド王ヴワディスワフ1世と真っ向から対立した。
結局、ヴロツワフの貴族達の圧力に屈して、ヘンリク6世はボヘミア王ヨハン・フォン・ルクセンブルクとの同盟を選択した。同盟の調印は1327年4月6日、ヴロツワフにおいて行われた。条約の条文によれば、ヴロツワフ公国は独立を維持するが、ヘンリク6世の死と同時にボヘミア王国に併合されることが決まった。この譲歩に対する見返りとして、ヘンリク6世はボヘミア王からグラーツ郡を与えられ、高額な終身年金を受け取ることになった。
国内政治においては、ヘンリク6世は、彼自身から多くの特権を授かって強大化したヴロツワフの貴族達に抑え込まれていた。教会との関係もきわめて緊張したもので、1319年から1321年までは破門状態にあった。
1335年11月24日に亡くなり、ヴロツワフの聖ヤドヴィガ教会に埋葬された。ヴロツワフ公国は1327年の協定に基づいてボヘミア王国に併合された。

## 子女
1310年、オーストリア公兼ローマ王アルブレヒト1世の娘で、自分より何歳か年上のアンナと結婚し、3人の娘をもうけた。
1. エルジュビェタ（1311年頃 - 1328年2月20日?） - オレシニツァ公コンラト1世と結婚
2. エウフェミア［オフカ］（1312年頃 - 1384年以後の3月21日） - ニェモドリン公ボレスワフと結婚
3. マウゴジャタ（1313年頃 - 1379年3月8日） - 1359年より、ヴロツワフの聖クララ修道院の女子修道院長